# Bugeac, Constanța
Bugeac (în turcă Bucak) este un sat în comuna Ostrov din județul Constanța, Dobrogea, România. Se află în partea de sud-vest a județului,  în Lunca Dunării, pe malul lacului omonim. La recensământul din 2002 avea o populație de 263 locuitori.